# Anagram Islands
Die Anagram Islands (wörtlich aus dem Englischen übersetzt Anagramminseln) sind eine Gruppe kleiner Inseln und Rifffelsen vor der Westküste der Antarktischen Halbinsel. Sie liegen im Wilhelm-Archipel zwischen den Roca-Inseln und den Argentinischen Inseln.
Das Gebiet des Archipels wurde bei der Belgica-Expedition (1897–1899) unter Adrien de Gerlache de Gomery, bei der Vierten (1903–1905) und Fünften Französischen Antarktisexpedition (1908–1910) unter Jean-Baptiste Charcot sowie bei der British Graham Land Expedition (1934–1937) unter John Rymill kartiert. Eine detaillierte Kartierung der einzelnen Inseln erfolgte durch den Falkland Islands Dependencies Survey anhand von Luftaufnahmen, die 1958 bei Hubschrauberflügen von Bord des antarktischen Patrouillenboots HMS Protector entstanden. Die Benennungen der Roca-Inseln, der Cruls-Inseln und der Argentinischen Inseln im Zuge der belgischen und französischen Expeditionen blieben bei der Zuweisung der Inseln zu den jeweiligen Inselgruppen erhalten. Die verbliebene Inselgruppe benannte das UK Antarctic Place-Names Committee im Jahr 1959 in Anlehnung an die Permutation der Inselgruppen.